# قصر سيدي بوعبد الله
قصر سيدي بوعبد الله هو قصرٌ (قريةٌ محصنة) في المغرب، يقعُ في منطقة شرفاء مدغرة. بني هذا القصر بتقنية التربة المدكوكة، حيثُ استعمل فيه الطين. تبلغ مساحته 4.45 هكتار.